# Graafschap Abensberg-Traun

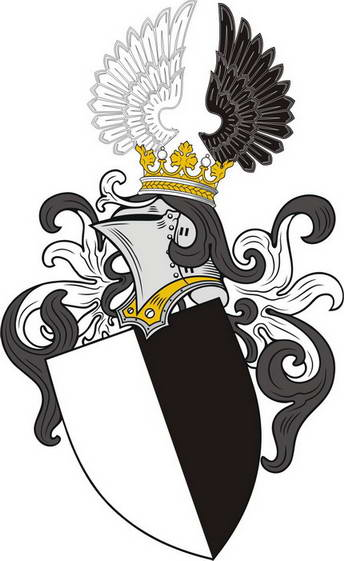
Wapen van het graafschap Abensberg und Traun

Het graafschap Abensberg und Traun (of Abensperg-Traun) was een staat in het Heilige Roomse Rijk en werd in 1653 door de familie Von Abensperg und Traun gevormd. 
Het graafschap bestond geografisch gezien uit de volgende gebieden:
- Abensberg (Beieren)
- Traun
- Petronell
- Maissau
- Rappottenstein
- Wolkersdorf
- Groß-Schweinbarth
- Bockfließ
- Bisamberg

In 1668 bezat de graaf van Absensberg und Traun ook de heerlijkheid Eglofs maar deze verkochten ze in 1804 aan de familie Windisch-Graetz.